# Lîtvînenkove, Bilohirsk
Lîtvînenkove (în ucraineană Литвиненкове) este un sat în așezarea urbană Zuia din raionul Bilohirsk, Republica Autonomă Crimeea, Ucraina.

## Demografie
Componența lingvistică a localității Lîtvînenkove
     Rusă (53%)
     Tătară crimeeană (32,39%)
     Ucraineană (7,31%)
     Alte limbi (0,35%)
Conform recensământului din 2001, majoritatea populației localității Lîtvînenkove era vorbitoare de rusă (53%), existând în minoritate și vorbitori de tătară crimeeană (32,39%) și ucraineană (7,31%).